# Strafvollzug
Aufgabe des Strafvollzugs ist es, rechtskräftig ausgesprochene Strafen zu vollziehen. Dabei handelt es sich meist Freiheitsstrafen, es gibt aber in zahlreichen Staaten auch die Todesstrafe. In der Regel geht dem Strafvollzug ein Strafprozess voraus. Allerdings kann bereits vor einem rechtskräftigen Urteil ein Aufenthalt im Gefängnis erfolgen.
Als Ziel eines modernen Strafvollzuges gilt die gesellschaftliche Wiedereingliederung eines möglichst hohen Anteils ehemaliger Gefängnisinsassen nach Beendigung der Haftzeit, die Resozialisierung. Dies geht u. a. auf das Lebach-Urteil von 1973 zurück. Während in den 1990er Jahren ein deutlicher Anstieg der Freiheitsstrafen und damit auch der Gefangenenzahlen zu verzeichnen war, sind diese seit Mitte der 2000er Jahre deutlich rückläufig (mit Ausnahme der Ersatzfreiheitsstrafe).

## Deutschland

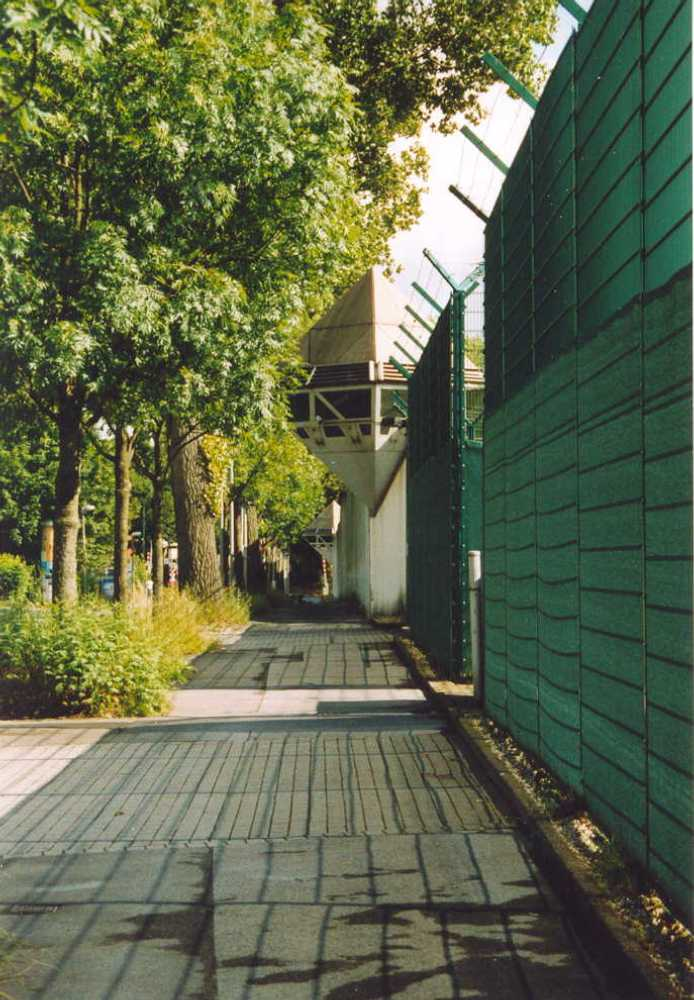
Außenanlagen der JVA Bochum

Der Strafvollzug hat in Deutschland als Grundlage das Strafvollzugsgesetz von 1977 (Gesetz über den Vollzug der Freiheitsstrafe und der freiheitsentziehenden Maßregeln der Besserung und Sicherung, StVollzG), und seit Januar 2008 Ländervollzugsgesetze mit ihren Verwaltungsvorschriften, die sich – weil es bewährt ist – teilweise auf das bundeseinheitliche Strafvollzugsgesetz von 1977 berufen. Der Anlass für die neue Ländergesetzgebung findet sich in der Föderalismusreform der Bundesrepublik Deutschland. Die Länderstrafvollzugsgesetze regeln neben dem Strafvollzug für erwachsene Männer und Frauen auch Freiheitsstrafen, die nach dem Jugendstrafrecht verhängt werden.

### Umfang und Einordnung
Gegenstand des deutschen Strafvollzugs ist der Vollzug der gerichtlich verhängten Freiheitsstrafe. Vom Strafvollzug ist die Strafvollstreckung zu unterscheiden. Die Strafvollstreckung betrifft die gegebenenfalls zwangsweise Durchsetzung des gerichtlichen Strafausspruchs und ist nicht auf Freiheitsstrafen beschränkt. Zur Strafvollstreckung, die der Staatsanwaltschaft obliegt, gehören etwa die Ladung zum Strafantritt, der Erlass eines Vollstreckungshaftbefehls, die Aussetzung des Strafrests zur Bewährung usw. Zum Strafvollzug, für den die Justizvollzugsanstalt zuständig ist, gehören dagegen alle Maßnahmen, denen der Gefangene während seiner Freiheitsentziehung unterworfen ist. Zum Strafvollzug gehört im weiteren Sinne aber auch die Jugendstrafe ebenso wie die Ersatzfreiheitsstrafe. Keine Freiheitsstrafe ist die Ordnungs- oder die Erzwingungshaft (sogenannte Zivilhaft). Es gelten für diese Haftform besondere Vorschriften beispielsweise bezüglich der Sicherheit. Vom Strafvollzug zu unterscheiden ist auch der Maßregelvollzug, der der fachgerechten Behandlung und sicheren Unterbringung von in der Regel schuldunfähigen oder vermindert schuldfähigen Straftätern dient.
Aktuelle Zahlen zur Belegung in den deutschen Justizvollzugsanstalten und der Entwicklung 2019 bis 2024 hat die Bundesarbeitsgemeinschaft für Straffälligenhilfe veröffentlicht.

### Strukturen
Der gegenwärtige Strafvollzug in Deutschland war zunächst durch das Strafvollzugsgesetz (StVollzG) sowie durch bundeseinheitliche Verwaltungsvorschriften (VVen) bundeseinheitlich gesetzlich geregelt. Die VVen stellen keine verbindlichen Rechtsvorschriften dar, sondern sind lediglich (justizverwaltungsinterne) Ermessens- bzw. Auslegungsrichtlinien. Durch die Föderalismusreform von 2006 wurde die konkurrierende Gesetzgebung des Bundes für den Strafvollzug durch eine ausschließliche Gesetzgebungszuständigkeit der Länder abgelöst. Einzelne Bundesländer haben bereits eigene Strafvollzugsgesetze erlassen, die in ihrem Geltungsbereich dem ansonsten weitergeltenden Bundesrecht vorgehen.

#### Vollzugsziel und Vollzugsgrundsätze
In § 2 Satz 1 StVollzG ist die Resozialisierung als Vollzugsziel festgeschrieben. Darüber hinaus gehört zu den weiteren Aufgaben des Strafvollzugs der Schutz der Bevölkerung vor weiteren Straftaten (§ 2 Satz 2 StVollzG). Allerdings handelt es sich dabei nach herrschender Meinung nicht um ein gleichrangiges Ziel des Vollzugs. Vielmehr soll dadurch lediglich der Sicherungsaspekt der Freiheitsstrafe (negative Spezialprävention) als Minimal-Aufgabe des Vollzugs der Freiheitsstrafe zum Ausdruck gebracht werden. Die Berücksichtigung anderer Strafzwecke wie Schuldausgleich, Generalprävention etc. bei der Gestaltung des Vollzugs ist dagegen nach herrschender Meinung nicht zulässig.
Vollzugsgrundsätze sind in § 3 StVollzG geregelt:
1. Nach dem Angleichungsgrundsatz sollen die Verhältnisse innerhalb der JVA so weit es geht den Verhältnissen der Außenwelt angeglichen werden, etwa durch Arbeit, Freizeit und Ausbildung.
2. Nach dem Gegensteuerungsgrundsatz ist den schädlichen Folgen der Haft entgegenzuwirken, beispielsweise durch Besuche oder Vollzugslockerungen wie Ausgang, Freigang und Langzeitausgang.
3. Nach dem Wiedereingliederungsgrundsatz soll der Gefangene auf sein Leben nach der Haft vorbereitet werden, etwa durch Langzeitausgang zur Entlassungsvorbereitung (§ 15 StVollzG), Vorverlegung des Entlassungszeitpunktes (§ 16 StVollzG), Hilfe zur Entlassung (§ 74 StVollzG) sowie Entlassungsbeihilfe (§ 75 StVollzG).

#### Offener, geschlossener oder Vollzug in freien Formen
Nachdem die Verurteilung rechtskräftig geworden ist, kommt der Inhaftierte in eine Anstalt des offenen oder des geschlossenen Vollzuges. Das Leben im offenen Vollzug ist den allgemeinen Lebensverhältnissen weit stärker angeglichen als im geschlossenen Vollzug. Die Insassen haben die Möglichkeit, sich innerhalb der Anstalten frei zu bewegen oder sogar eine eigene Wohnung in Anspruch zu nehmen. Darüber hinaus ist es möglich, die Wochenenden im familiären Umfeld zu verbringen, um soziale Kontakte zu sichern. Im offenen Vollzug ist nicht nur eine Arbeit innerhalb, sondern auch außerhalb der Anstalt möglich. Des Weiteren haben Anstalten des offenen Vollzuges keine oder nur verminderte Vorkehrungen gegen Entweichungen. Auf Antrag können Insassen des offenen Vollzuges sogar ihrer Arbeit nachgehen oder Freigang erhalten. Während der Haft ist ein Wechsel zwischen beiden Einrichtungen möglich.
Das Strafvollzugsgesetz schreibt in § 10 StVollzG vor, dass ein Gefangener im offenen Vollzug untergebracht wird, wenn keine Befürchtung besteht, dass der Gefangene entweichen oder die besonderen Möglichkeiten missbrauchen würde. Die Kriterien zur Entscheidung, ob einem Gefangenen die Fähigkeit zur Einhaltung der Regeln zugetraut wird, sind je nach Bundesland unterschiedlich festgelegt.
War der Verurteilte zum Zeitpunkt der Verurteilung in Straf- oder Untersuchungshaft oder handelt es sich um einen Rückfalltäter, wird die Freiheitsstrafe meist im geschlossenen Vollzug vollstreckt. Wenn der Gefangene während der Haft als nicht fluchtgefährdet und nicht für die Gemeinschaft gefährlich eingeschätzt wird und an der Umsetzung des Vollzugsziels mitarbeitet, kann er in den offenen Vollzug verlegt werden. Auch eine Offenheit für pädagogische Bemühungen oder die Ersttäterschaft können eine Begründung für den offenen Vollzug sein. Umgekehrt werden Gefangene in den geschlossenen Vollzug (zurück) verlegt, wenn sie Regeln missachten. Die Interpretation des im Strafvollzugsgesetz gegebenen Entscheidungsspielraums zeigt unter anderem in Abhängigkeit von politischen Grundeinstellungen eine erhebliche Bandbreite.
Im Jugendstrafvollzug gibt es darüber hinaus die Möglichkeit, Jugendliche und Heranwachsende im Jugendstrafvollzug in freien Formen nach unterzubringen. Diese alternative Vollzugsform zwischen geschlossenem und offenem Strafvollzug wird zurzeit in Baden-Württemberg, Sachsen und Brandenburg durchgeführt. Jugendstrafgefangene können im Projekt Chance Creglingen (Betreiber: Christlichen Jugenddorfwerk (CJD)), im Seehaus Leonberg (Träger: Seehaus e. V.), im Projekt Leben Lernen (Träger: EJF gemeinnützige AG) und im Seehaus Leipzig (Träger: Seehaus e. V.) untergebracht werden. Die gesetzliche Grundlage hierfür war ursprünglich § 91 Abs. 3 JGG. Diese Norm ist inzwischen weggefallen und die Unterbringung im Jugendstrafvollzug in freien Formen ist in den Jugendstrafvollzugsgesetzen der Länder geregelt (z. B. § 7, JVollzGB Ba-Wü, Buch 4).

#### Behandlungsuntersuchung und Vollzugsplan
Zu Beginn des Strafvollzugs wird mit Beteiligung des Gefangenen eine Behandlungsuntersuchung nach § 6 StVollzG durchgeführt. Hier erfasst man das Verhältnis des Gefangenen zu seiner Tat bezüglich Schuldeinsicht und Erklärungsversuchen, zu den Lebensumständen vor der Tat und in der Sozialisation sowie seine Möglichkeiten und Grenzen der Resozialisierung während der Verbüßung.
Bei Gewalt- und Sexualstraftätern wird besonders gründlich verfahren, indem die psychische Verfassung und die Bedeutung eventuell vorhandener Persönlichkeitsdefizite für das Tatgeschehen und das Verständnis der Person mittels psychologischer Diagnostik beschrieben werden. Hierzu werden gegebenenfalls alle verfügbaren Informationsquellen herangezogen, insbesondere Urteil, Gutachten und Auszug aus dem Bundeszentralregister.
Dies mündet in einen Vollzugsplan, der den Verlauf der Haft bezüglich individueller Ziele skizziert (Arbeit, Ausbildung, schulische Bildung, Förderung sozialer Kontakte, Indikation psycho- oder sozialtherapeutischer Behandlung, Lockerungseignung etc.). Der Vollzugsplan wird regelmäßig fortgeschrieben, um Ziele und erforderliche Maßnahmen zu überprüfen und gegebenenfalls zu ändern. Der Behandlungsauftrag des Strafvollzugs (§ 2, § 3, § 4 StVollzG) verlangt sowohl von den JVAen, Angebote der Behandlung anzubieten, als auch von dem Gefangenen, an der Erreichung des Vollzugsziels mitzuarbeiten.
§ 9 StVollzG schreibt vor, dass Gefangene, die wegen einer Sexualtat verurteilt wurden, in eine sozialtherapeutische Anstalt zu verlegen sind, wenn die Behandlung angezeigt ist. Zur Indikation der sozialtherapeutischen Behandlung gehört, dass der Gefangene einen Bearbeitungsbedarf sieht und die Motivation hat, an seinen Schwierigkeiten zu arbeiten. Ist dies nicht gegeben, wird er in den Normalvollzug verlegt; allerdings ist weiterhin zu versuchen, die Motivation zur Mitarbeit zu wecken und über eine Verlegung zu entscheiden (§ 7 Abs. 4 StVollzG). Also ist eine Verlegung in eine sozialtherapeutische Anstalt nur durch eine explizite Willenserklärung des Straftäters möglich.
Der erste Vollzugsplan ist in der Regel wesentlich umfangreicher als die folgenden Fortschreibungen.
Mit Blick auf Lockerungen (Ausgang, Urlaub) können im Vollzugsplan konkrete Zeiten und Kriterien festgelegt werden, an denen sich Gefangene orientieren können. Bei Gewalt- und Sexualtätern wird meist jedoch lediglich auf einen Zeitpunkt verwiesen, an dem Lockerungen geprüft werden, was nicht mit Gewährung von Lockerungen gleichzusetzen ist. Die Prüfung der Lockerungen fällt je nach Art des bedrohten Rechtsguts (also einer zu befürchtenden Straftat im Falle des Versagens des Gefangenen) unterschiedlich gründlich aus. Hier wird vor allem geprüft, inwieweit der Gefangene an der Erreichung des Vollzugsziels mitarbeitet, also sich mit seiner Tat und seinen künftigen Lebensumständen angemessen auseinandersetzt.

#### Arbeit während des Vollzugs
In Deutschland sind Strafgefangene nach § 41 Strafvollzugsgesetz im Prinzip zur Arbeit verpflichtet. Hierbei gibt es die Möglichkeit, jeden Schulabschluss nachzuholen oder eine Ausbildung zu absolvieren. Die Arbeit im Gefängnis dient dazu, den Insassen einen geregelten Tagesablauf zu ermöglichen, der dem Alltag außerhalb des Strafvollzugs gleichkommen und nach dessen Ende weitergeführt werden soll. Das langfristige Ziel ist hierbei, dass die Inhaftierten nicht in die Arbeitslosigkeit abrutschen, ihren Status erhalten und so einem Rückfall vorgebeugt wird.
Ein Teil der von Strafgefangenen geleisteten Arbeit erfolgt im Auftrag externer Privatunternehmen. Diese zahlen für die geleistete Arbeit einen vertraglich vereinbarten Stundenlohn an den Staat. Insassen deutscher Gefängnisse erhalten hiervon laut Strafvollzugsgesetz zwischen ein und drei Euro pro Stunde. Der größere Teil des von den Unternehmen gezahlten Arbeitsentgelts fließt in den jeweiligen Landeshaushalt. Allgemein gültige Arbeitnehmerrechte, wie ein Anspruch auf Mindestlohn, die freie Wahl der Gewerkschaftszugehörigkeit und der Erwerb von Rentenansprüchen gelten für Inhaftierte nicht.
Weil dieser Sachverhalt öffentlich kaum bewusst ist und von den Medien nur sehr selten aufgegriffen wird, hat die Initiative Nachrichtenaufklärung ihn im Jahr 2012 an die erste Stelle der am meisten vernachlässigten Themen gesetzt. Am 17./18. Juni 2015 beschloss die Justizministerkonferenz, den Strafvollzugsausschuss der Länder zu beauftragen, Grundlagen und Auswirkungen einer Einbeziehung der Gefangenen in die Rentenversicherung zu prüfen und das Ergebnis wiederum der Ministerkonferenz vorzulegen. Der Verbandsrat des Paritätischen Gesamtverbandes beschloss am 27. März 2015 ein Positionspapier zur Arbeit und Beschäftigung von Strafgefangenen. Auch der Deutsche Caritasverband spricht sich für die Einbeziehung der Gefangenen in die Rentenversicherung aus. Der Deutsche Verein für öffentliche und private Fürsorge e. V. hat am 20. Juni 2016 Empfehlungen zur Einbeziehung von Strafgefangenen in die gesetzliche Rentenversicherung veröffentlicht.
Stand 2023 lagen die Löhne für Gefangene je nach Bundesland bei nur 1,30 Euro pro Stunde. Im Juni 2023 urteilte das Bundesverfassungsgericht, dass Löhne für die Pflichtarbeit von 2 Euro pro Stunde oder weniger verfassungswidrig sind.

#### Gesundheitsfürsorge
In der Regel endet für Pflichtversicherte der gesetzlichen Krankenversicherung das Versicherungsverhältnis wegen der Inhaftierung, da der die Versicherungspflicht begründende Sachverhalt wie eine Beschäftigung gegen Arbeitsentgelt, der Bezug von Arbeitslosengeld oder Arbeitslosengeld II gem. § 5 Abs. 1 Nr. 1 bis 2a SGB V entfällt. Im Fall der freiwilligen Krankenversicherung, einer Krankenversicherungspflicht aufgrund eines Rentenantrages oder wegen des Bezugs von Rente aus der gesetzlichen Rentenversicherung bleibt das Versicherungsverhältnis zwar auch während der Inhaftierung bestehen, die Leistungen ruhen jedoch für die Dauer der Haft (§ 16 Abs. 1 Nr. 4 SGB V).
Art und Umfang der Leistungen zur Krankenbehandlung einschließlich der Versorgung mit Hilfsmitteln (Gesundheitsfürsorge) orientieren sich nach dem Äquivalenzprinzip des § 3 Abs. 1 StVollzG an den allgemeinen Lebensverhältnissen und damit an den Vorgaben der gesetzlichen Krankenversicherung (§ 61 StVollzG). Sie werden durch Anstaltsärzte erbracht.
Die Versorgung von Gefangenen mit Pflegebedarf ist dagegen nicht geregelt. In den Strafvollzugsgesetzen der Länder ist nicht festgelegt, dass eine Versorgung entsprechend der Sozialen Pflegeversicherung (SGB XI) zu erfolgen hat. So ist es für einen Gefangenen auch nicht möglich, einen Pflegebedarf begutachten zu lassen (entsprechend der Begutachtung des MDK). Es fehlt außerhalb der Justizkrankenhäuser auch an Pflegepersonal, welches Gefangene beim Anziehen, der Körperpflege usw. unterstützt. Bei der steigenden Anzahl von älteren Gefangenen wird hier von einer Versorgungslücke gesprochen.
Ansteckende Krankheiten und neurologische Erkrankungen kommen im Strafvollzug deutlich häufiger vor als außerhalb der Anstalten. Ebenso sind Suizidversuche und Suizide, Verletzungen, Drogenmissbrauch und Folgen von Gewaltanwendungen zu nennen.

#### Vollzugslockerungen
Vollzugslockerungen werden im Einzelfall nach eingehender Prüfung gewährt, wenn der Gefangene bestimmte Kriterien zu erfüllen vermag, insbesondere nicht als missbrauchs- oder fluchtgefährdet erscheint (vgl. Abschnitt Behandlungsuntersuchung und Vollzugsplan).
Zu Lockerungen zählen das begleitete Verlassen der Anstalt (Ausführung) oder eigenständige Aufenthalte außerhalb ohne unmittelbare Begleitung, also Freigang zur Arbeit, Ausgang und Urlaub (§ 11, § 13, § 15 StVollzG).
Ausführungen stellen oft erste Schritte in Richtung selbstständiger Lockerungen dar. Bei besonders langstrafigen, etwa zu lebenslanger Haft verurteilten, Gefangenen werden gegebenenfalls über Jahre hinweg zunächst nur gesicherte Ausführungen zur Motivationsförderung gewährt.
Neben Ausgängen können Gefangene bis zu 21 Tage Urlaub im Jahr erhalten. Dieses Kontingent wird im offenen Vollzug meist ausgeschöpft. Im geschlossenen Vollzug wird in der Vollzugsplanung skizziert, wie viele Ausgänge und Urlaube gewährt werden, bevor der Gefangene nach dieser Vorbereitung in einen offenen Vollzug verlegt wird.

#### Entlassungsvorbereitung und Entlassung
Zur Vorbereitung der Entlassung können zusätzliche Ausführungen, Ausgänge und Urlaube sowie Hilfen zur Vorstellung bei Arbeitgebern, zur Wohnungssuche etc. gegeben werden. Die Entlassungsvorbereitungen sollten spätestens drei Monate vor dem voraussichtlichen Haftende beginnen. Bei Freigängern, also lockerungsberechtigten Gefangenen, können diese bereits neun Monate vor Strafende beginnen (§ 15 StVollzG).
Der Strafvollzug endet für den Gefangenen mit der Entlassung, die möglichst früh am Tage stattfindet. Fällt die Entlassung auf ein Wochenende oder einen Feiertag, kann der Termin auch um wenige Tage vorgezogen werden, um Zeit für nötige Behördengänge etc. zu haben. Mit der Entlassung erhält der Gefangene seine Habe und das sogenannte Überbrückungsgeld, das während der Haft vom Arbeitslohn zwangsweise angespart wurde. Voll angespart handelt es sich um eine Summe von über 1.000 Euro, die als Starthilfe zur Wohnungssuche und für unmittelbar nötige Anschaffungen direkt zur Verfügung steht. Hat der Gefangene Kinder, erhöht sich das „Ü-Geld“ (oder „die Brücke“). Gefangene, die während der Haft nicht oder nur wenig arbeiteten, haben deshalb bei der Entlassung oft kein Überbrückungsgeld zur Verfügung.
Als Entlassungszeitpunkt ist neben der Vollverbüßung gemäß § 57, § 57a, § 57b StGB auch eine vorzeitige Entlassung zum Halbstrafenzeitpunkt, zum Zwei-Drittel-Zeitpunkt, zur Therapie nach § 35 Betäubungsmittelgesetz (BtMG) sowie in sehr seltenen Fällen auf dem Wege des Gnadenersuchens möglich. Die Reststrafe wird dann in einer sogenannten „bedingten Entlassung“ zur Bewährung ausgesetzt. In manchen Bundesländern finden „Weihnachtsamnestien“ statt, die bei Erfüllung bestimmter Kriterien eine Entlassung zur Weihnachtszeit an einem vorgezogenen Datum im November ermöglichen.
Reststrafenentlassung
Ab dem Zwei-Drittel-Termin, mit geringerer Erfolgsaussicht auch schon zum Halbstrafentermin, kann der Inhaftierte einen Antrag auf Reststrafenaussetzung nach § 57 StGB an die Strafvollstreckungskammer (StVK) stellen. Viele Inhaftierte machen sich große Hoffnungen auf eine vorzeitige Haftentlassung. Die Staatsanwaltschaft erfragt in ihrer Eigenschaft als Vollstreckungsbehörde von der Anstalt eine Stellungnahme im Sinne einer Sozialprognose für die Zeit nach der Entlassung. Die StVK erhält sowohl diese Stellungnahme als auch weitere Vollstreckungsdaten als Grundlage der Entscheidungsfindung und verschafft sich unter Umständen weitere Informationen in Form von externen Gutachten. Der Gefangene wird von der StVK angehört, im Anschluss daran wird ein Beschluss gefasst. Bei einer für den Inhaftierten positiven Entscheidung wird die Entlassung eingeleitet, wenn die Staatsanwaltschaft kein Rechtsmittel dagegen eingelegt hat. Bei negativen Beschlüssen wird gelegentlich vereinbart, welche Kriterien der Gefangene erfüllen sollte, um zu gegebener Zeit einen neuen Antrag zu stellen.
Gnadengesuch
Sollte ein Reststrafengesuch für den Inhaftierten ohne Erfolg geblieben sein oder eine außerordentliche Situation eintreten, auf Grund derer der Inhaftierte unbedingt vorzeitig entlassen werden möchte, kann er eine gnadenweise vorzeitige bedingte Haftentlassung beantragen (Gnadengesuch). In der Praxis ist dies jedoch langwierig und selten erfolgreich.

#### Rechtsschutz
Gefangene, die sich in ihren Rechten verletzt fühlen, können Beschwerde gegen Entscheidungen und Maßnahmen der JVA beim Anstaltsleiter gem. § 108 StVollzG und/oder beim Anstaltsbeirat bei der JVA (§§ 162 ff. StVollzG) geltend machen. Weitere Adressaten von Eingaben sind in einzelnen Bundesländern die Ombudsmänner bzw. der Justizvollzugsbeauftragte (derzeit nur in NRW).
Findet sich auf den Widerspruch des Anstaltsleiters keine zufriedenstellende Entscheidung, kann der Gefangene sich an die zuständige Aufsichtsbehörde wenden. Diese fordert im Allgemeinen eine Stellungnahme zum beanstandeten Sachverhalt von der betreffenden Anstalt ein. Da Anstalt und Aufsichtsbehörde nicht in einem unabhängigen, sondern hierarchischen Verhältnis innerhalb der totalen Institution Strafvollzug zueinander stehen, mag für Gefangene gelegentlich der Eindruck entstehen, dass Entscheidungen nicht unter Berücksichtigung der gebotenen Neutralität getroffen werden und sie ihre Rechte nur unter besonderen Erschwernissen erhalten können.
Gefangene, die Entscheidungen der Aufsichtsbehörde widersprechen wollen, können Antrag auf gerichtliche Entscheidung (§ 109 StVollzG) stellen. Zuständig ist die Strafvollstreckungskammer (StVK) beim örtlichen Landgericht. Gegen die Entscheidung der Strafvollstreckungskammer ist das Rechtsmittel der Rechtsbeschwerde zum Oberlandesgericht möglich. Die gerichtliche Entscheidung führt zur Aufhebung der beanstandeten Maßnahme oder zu einer neuen Ermessensentscheidung der Anstalt. Aufgrund des Ermessensspielraums der Anstalt werden mitunter erfochtene Urteile in Strafvollzugssachen zugunsten eines Gefangenen von Gefängnisleitungen ignoriert, was beispielsweise in Bayern mehrfach vom Bundesverfassungsgericht gerügt wurde. Da dies keine Einzelfälle sind sprechen Kriminologen wie Johannes Feest von „renitenten Strafvollzugsbehörden“. Gegebenenfalls kann nachträglich festgestellt werden, dass eine Maßnahme rechtswidrig war. Ist der normale Rechtsweg abgeschlossen, haben Gefangene noch die Möglichkeit der Verfassungsbeschwerde beim Bundesverfassungsgericht nach § 90 ff. des Bundesverfassungsgerichtsgesetzes und der Menschenrechtsbeschwerde zum Europäischen Gerichtshof für Menschenrecht.
Von der StVK wird gem. § 115 StVollzG lediglich ein Beschluss gefasst, in dem eine Maßnahme aufgehoben wird oder die Anstalt zu einer angemessenen Entscheidung verpflichtet wird, was nicht immer dem angestrebten Ergebnis entspricht. Gelegentlich vollziehen die betreffenden Behörden die Anordnungen der Vollstreckungskammern nicht angemessen, auch wenn der Rechtsweg ausgeschöpft ist (Renitenz). Schadensersatzklagen vor den Zivilgerichten führen aufgrund hoher Folgekosten im Erfolgsfall gelegentlich auch zu veränderten Entscheidungen der Behörden.

### Zentrale Einrichtungen

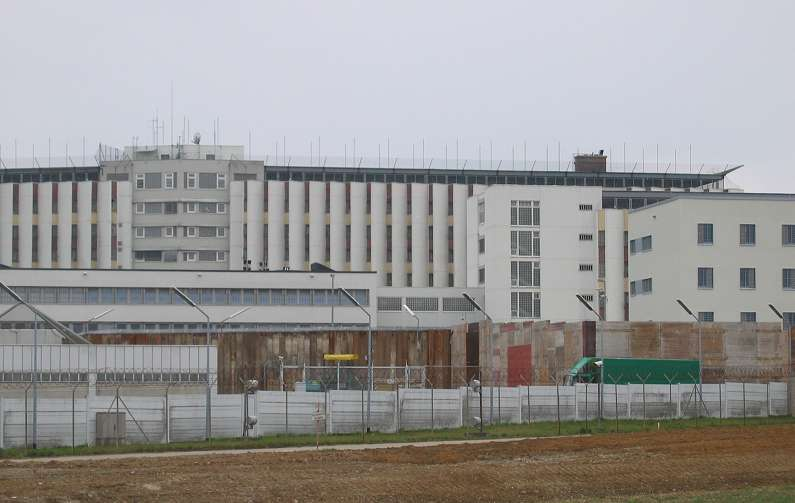
JVA Stuttgart-Stammheim

Da der Strafvollzug in der Zuständigkeit der Bundesländer liegt, gibt es keine bundesweit zentralen Einrichtungen.
Zwar wurde die JVA Stuttgart-Stammheim während des „deutschen Herbstes“ mehr oder weniger zentral zur Unterbringung der gefassten Straftäter aus dem Milieu der Baader-Meinhof-Bande (RAF) genutzt, war und ist aber nach wie vor eine JVA des Landes Baden-Württemberg. Manche der Terroristen waren beispielsweise auch in der JVA Köln untergebracht.

### Kritik am Strafvollzug
Neurowissenschaftliche Erkenntnisse, sowie Erkenntnisse aus den Bereichen der Psychologie und der Soziologie belegen mittlerweile, dass herkömmliche Haftstrafen sich negativ auf die Gefangenen auswirken. Neben den stark erhöhten Suizidraten und den hohen Rückfallquoten, stehen insbesondere Haftbedingungen in der Kritik, wie das Ausweiten von Untersuchungshaft bis zu Beginn des Strafprozesses.

#### Gefängnissuizide
Gefängnisstrafen haben in vielen Fällen negative Folgen und Auswirkungen. Durch die Verhaftung und den darauffolgenden Strafvollzug entwickeln die Straftäter beispielsweise Minderwertigkeitsgefühle. Außerdem sind der Verlust der Selbstständigkeit und die ungewohnte Reizüberflutung nach der Freilassung problematisch zu betrachten.
Suizid ist die häufigste singuläre Todesursache in deutschen Strafvollzugsanstalten. Zwischen 2000 und 2019 haben sich laut Bundesarbeitsgruppe Suizidprävention im Justizvollzug, rund 1.400 Menschen in deutschen Gefängnissen das Leben genommen.
Statistiken belegen besonders hohe Suizidraten zu Beginn der Haft bzw. in Untersuchungshaft. Bei acht Suiziden pro 10.000 Insassen, nehmen sich in Deutschland Inhaftierte rund sieben Mal häufiger das Leben als Menschen, die in Freiheit leben. Während die Suizidrate von männlichen Inhaftierten rückläufig ist, ist dies bei Frauen nicht der Fall. In Deutschland sind 40 Prozent der inhaftierten Frauen drogenabhängig und die Suizidrate weiblicher Inhaftierter ist 8,7-mal höher als in der Allgemeinbevölkerung. In der Schweiz gehen Experten von einer Suizidrate in Gefängnissen aus, die vier- bis zehnmal höher ist, als in Freiheit.
Mögliche Gründe für Gefängnissuizide sind unter anderem:
- Psychische Vorbelastungen (teilweise undiagnostiziert)[27]
- Substanzbasierte Suchterkrankungen (wobei so gut wie alle Substanzen auch innerhalb von Haftanstalten nachgewiesen werden konnten)[27]
- Neben individuellen Risikofaktoren begünstigen auch institutionelle Strukturen und bestimmte Situationen, die Bereitschaft, sich das Leben zu nehmen[27]
- Haftschock (insbesondere bei Untersuchungshaft)[24][26]
- ungerechtfertigt lange Isolationshaft[26]

Der Männeranteil unter den Häftlingen beträgt in Deutschland rund 94 Prozent und die Suizidraten der männlichen Gefangenen sind zwischen 2000 und 2013 kontinuierlich zurückgegangen, während sie bei weiblichen Gefangenen anstiegen. Als mögliche Ursache vermutet man, dass vorab vorhandene, psychiatrische Erkrankungen nicht rechtzeitig erkannt worden waren. Der ehemalige Leiter der Justizvollzugsanstalt Hahnöfersand hat die Beobachtung gemacht, dass die Suizidrate bei Inhaftierten, die Sexualstraftaten oder Tötungsdelikte begangen haben, besonders hoch ist.
Geeignete Präventionsmaßnahmen:
- Vermeidung von Isolation und Einzelhaft
- Sinnvolle Beschäftigungsangebote (Arbeit, Fortbildung etc.)
- Identifikation von Suizidgefährdeten durch entsprechende Schulung des Personals

#### Rückfallquoten
Im deutschen Rechtssystem sind Rückfallquoten von 34 bis 44 Prozent üblich, wobei Männer häufiger von Rückfällen betroffen sind als Frauen.
In Frankreich werden innerhalb von fünf Jahren nach der Entlassung sogar 60 Prozent der ehemaligen Häftlinge erneut straffällig.
Zum Vergleich: in Norwegen, wo Inhaftierte in offenen Wohngemeinschaften leben, Besuch empfangen, einer bezahlten Arbeit nachgehen dürfen und Kontakt zur Gemeinschaft außerhalb der Haftanstalten haben, liegt die Rückfallquote bei unter 20 Prozent. Darüber hinaus gibt es deutlich weniger Gewalt unter den Häftlingen sowie gegen das Wachpersonal und weniger Ausbruchsversuche.
Viele Fachleute sind mittlerweile der Ansicht, dass die meisten Inhaftierten durch den Gefängnisalltag nur unzureichend auf eine Rückkehr in die Gesellschaft vorbereitet würden, da Strafrecht und Strafvollzug noch immer auf einer archaischen Auffassung von Schuld und von Sühne durch Schmerz basieren. Zahlreiche Juristen, die sich mit Kriminalität, Sicherheit und Recht befassen, sind daher der Auffassung, dass nur eine grundlegende Reform der Strafjustiz Abhilfe schaffen könnte.

#### Mangelnde Versorgung von Menschen mit psychischen Erkrankungen
Der Anteil von inhaftierten Personen mit einem psychischen Behandlungsbedarf im Strafvollzug wird als sehr hoch eingestuft. Der ehemalige Berliner Gefängnispsychiater Norbert Konrad geht bei 10 % der Gefangenen von einer psychotischen Erkrankung aus. Die Erkrankungen können bereits vorher bestanden, sich durch die Inhaftierung verstärkt haben oder erst in der Haft entstanden sein. Trotz der hohen Anzahl wird die Ausstattung der psychiatrischen Versorgung im Strafvollzug immer wieder als mangelhaft bewertet.
Eine Expertenkommission aus Nordrhein-Westfalen kommt im Jahr 2019 zu dem Ergebnis, dass „der Umgang mit akuten und schweren psychiatrischen Krankheitsbildern, die unverzüglicher stationärer Versorgung bedürfen, nach den von der Kommission gewonnenen Eindrücken schon strukturell und quantitativ völlig unzureichend [ist]. Dieser Mangel führt in vielen Einzelfällen zu medizin- und rechtsethisch nicht zu verantwortenden Zuständen.“ Zu diesem Ergebnis kamen zuvor auch eine Kommission in Baden-Württemberg und auch der Europäische Ausschuss zur Verhinderung von Folter bei dem Besuch von Anstalten in Schleswig-Holstein und Bayern.
Auch im Jugendstrafvollzug wird von den Anstaltsleitungen im Jahr 2023 festgestellt: „Die Jugendanstalten in Deutschland verfügen insgesamt aktuell jedoch über kein ausreichend adäquates Behandlungsangebot für die Gruppe der psychiatrisch stark behandlungsbedürftigen Gefangenen.“

### Gesetzliche Regelungen
Mit Urteil vom 31. Mai 2006 hat das Bundesverfassungsgericht entschieden, dass für den Jugendstrafvollzug die verfassungsrechtlich erforderlichen, auf die besonderen Anforderungen des Strafvollzuges an Jugendlichen zugeschnittenen gesetzlichen Grundlagen fehlen und dem Gesetzgeber zum Erlass gesetzlicher Jugendstrafvollzugsregeln eine Frist bis zum 31. Dezember 2007 gesetzt.
Am 7. Juli 2006 wurde von der Regierungsmehrheit aus CDU/CSU und SPD die Föderalismusreform beschlossen. Damit wurde die konkurrierende Gesetzgebung des Bundes für den Strafvollzug mit Wirkung zum 1. September 2006 durch eine ausschließliche Gesetzgebungszuständigkeit der Länder abgelöst. Diese Veränderung war und ist umstritten, weil sie geeignet erscheint, die Rechtseinheit im Strafrecht aufzulösen und die bestehenden Unterschiede im Vollzug zu vergrößern. Inzwischen haben sämtliche Bundesländer entsprechende Regelungen für den Jugendstrafvollzug erlassen, wobei Bayern, Hamburg und Niedersachsen den Jugendstrafvollzug in ein einheitliches Vollzugsgesetz eingebettet haben, wohingegen die anderen Bundesländer besondere Jugendstrafvollzugsgesetze geschaffen haben. Berlin, Brandenburg, Bremen, Mecklenburg-Vorpommern, Rheinland-Pfalz, Saarland, Sachsen-Anhalt, Schleswig-Holstein und Thüringen haben dabei einen gemeinsam erarbeiteten Entwurf zugrunde gelegt:
- Baden-Württemberg: Jugendstrafvollzugsgesetz Baden-Württemberg vom 27. Juni 2007 (JStVollzG BW)
- Bayern: Bayerisches Strafvollzugsgesetz vom 27. November 2007 (BayStVollzG)
- Berlin: Jugendstrafvollzugsgesetz Berlin vom 15. Dezember 2007 (JStVollzG Bln)
- Brandenburg: Brandenburgisches Jugendstrafvollzugsgesetz vom 18. Dezember 2007 (BbgJStVollzG)
- Brandenburg: Brandenburgisches Justizvollzugsgesetz (BbgJVollzG)
- Bremen: Bremisches Jugendstrafvollzugsgesetz vom 21. März 2007 (BremJStVollzG)
- Hamburg: Hamburgisches Strafvollzugsgesetz vom 14. Dezember 2007 (HmbStVollzG), seit dem 14. Juli 2009 → 2. Hamburgisches Strafvollzugsgesetz
- Hessen: Hessisches Jugendstrafvollzugsgesetz vom 19. November 2007 (HessJStVollzG)
- Mecklenburg-Vorpommern: Jugendstrafvollzug Mecklenburg-Vorpommern vom 14. Dezember 2007 (JStVollzG MV)
- Niedersachsen: Niedersächsisches Justizvollzugsgesetz vom 10. Dezember 2007 (NJVollzG[36]) am 1. Januar 2008 in Kraft getretenen[37], Änderung[38] am 19. Februar 2009 beschlossen[37], erneute Änderung[39] seit 1. April 2009 in Kraft
- Nordrhein-Westfalen: Jugendstrafvollzugsgesetz Nordrhein-Westfalen vom 20. November 2007 (JStVollzG NRW)
- Rheinland-Pfalz: Landesjugendstrafvollzugsgesetz Rheinland-Pfalz vom 3. Dezember 2007 (JStVollzG RLP)
- Saarland: Saarländisches Jugendstrafvollzugsgesetz vom 30. Oktober 2007 (SJStVollzG)
- Sachsen: Sächsisches Jugendstrafvollzugsgesetz vom 12. Dezember 2007 (SächsJStVollzG)
- Sachsen-Anhalt: Jugendstrafvollzugsgesetz Sachsen-Anhalt vom 7. Dezember 2007 (JStVollzG LSA)
- Schleswig-Holstein: Jugendstrafvollzugsgesetz Schleswig-Holstein vom 19. Dezember 2007 (JStVollzG SH)
- Thüringen: Thüringer Jugendstrafvollzugsgesetz vom 20. Dezember 2007 (ThüJStVollzG).

Für den Erwachsenenstrafvollzug galt jedoch zunächst das (Bundes-)Strafvollzugsgesetz gem. Art. 125a Abs. 1 GG weiter. Zuerst wurde es in Baden-Württemberg, Bayern, Hamburg, Hessen und Niedersachsen durch Landesgesetze ersetzt. Zehn weitere Bundesländer legten im September 2011 einen gemeinsamen Musterentwurf vor, der unter anderem den Landesgesetzen im Saarland, in Sachsen und Mecklenburg-Vorpommern zugrunde liegt. Zum 1. Oktober 2016 ersetzte Berlin als letztes Bundesland das (Bundes-)Strafvollzugsgesetz (Deutschland) durch ein Landesgesetz.
Laut einer Studie von 2012 des Kriminologischen Forschungsinstituts Niedersachsen mit etwa 6400 Häftlingen wurden im Laufe eines Monats etwa 25 % der befragten erwachsenen Häftlinge Opfer von körperlichen Übergriffen.
Nicht nur in der Gesetzgebung gab es in den letzten Jahren Veränderungen, es wurden auch Ansätze des Strafvollzugs entwickelt, die stärker auf eine Therapie ausgerichtet sind. Davon erhofft man sich, dass die Täter ihre Straftat reflektieren, ihr Denken verändern und somit nach Ende des Vollzugs keine kriminellen Verhaltensweisen mehr zeigen.
Auch die Forschung bemüht sich neue Erkenntnisse zu gewinnen, um das Wissen über die Ursachen von Kriminalität zu erweitern und somit geeignetere Maßnahmen ergreifen zu können. Beispielsweise sind durch bildgebende Verfahren Aktivitätsmessungen im Gehirn möglich, aus denen man schließt, dass eine Neigung zu ungehemmter Aggression in neurologischen Auffälligkeiten begründet werden kann.

## Österreich

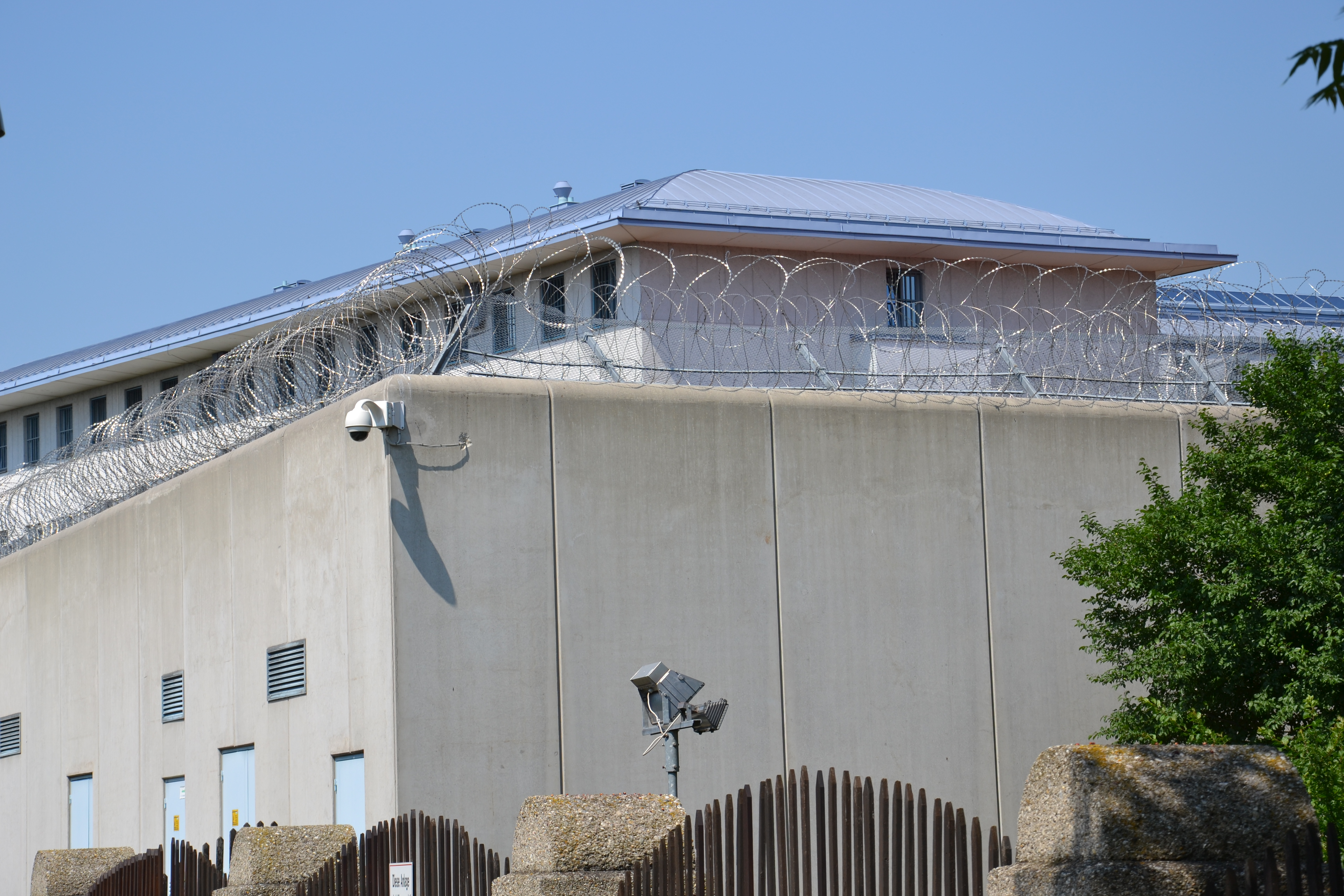
Justizanstalt Wien-Simmering

Der Strafvollzug in Österreich wird durch das Strafvollzugsgesetz (Bundesgesetz vom 26. März 1969 über den Vollzug der Freiheitsstrafen und der mit Freiheitsentziehung verbundenen vorbeugenden Maßnahmen, StVG) und die darauf aufbauenden generellen Vorschriften, insbesondere die Vollzugsordnung für Justizanstalten (VZO), geregelt. Nach § 20 StVG soll der Vollzug der Freiheitsstrafe den Verurteilten zu einer rechtschaffenen und den Bedürfnissen des Gemeinschaftslebens angepassten Lebenseinstellung verhelfen und ihn abhalten, schädlichen Neigungen nachzugehen. Der Vollzug soll außerdem den Unwert des der Verurteilung zugrundeliegenden Verhaltens aufzeigen. Jeder arbeitsfähige Strafgefangene ist verpflichtet, Arbeit zu leisten. Zum Strafvollzug gehören auch der Maßnahmenvollzug (Strafvollzug bei besonderen Umständen), Freiheitsstrafen an Jugendlichen und jungen Erwachsenen sowie Haftersatzstrafen (Erbringung gemeinnütziger Leistungen, Elektronisch überwachter Hausarrest).
Nicht unter den Strafvollzug fallen hingegen:
- Untersuchungshaft (im Gefangenenhaus eines Gerichtes, die auch zu den Justizanstalten gehören)
- Schubhaft (meist in einem Polizeianhaltezentrum, unterstehen dem Innenministerium)
- Ersatzarreststrafe im Uneinbringlichkeitsfall von Geldstrafen aus Verwaltungsstrafen, ebenfalls in einem Polizeianhaltezentrum

In den österreichischen Justizanstalten waren am 1. Jänner 2013 rund 9.000 Personen, weit überwiegend Männer, inhaftiert.

## Schweiz
In der Schweiz ist der Strafvollzug primär eine Angelegenheit der Kantone, in deren Kompetenzbereich dieser nach Art. 3 und Art. 123 Abs. 2 Bundesverfassung fällt. In der Schweiz gibt es deshalb kein Strafvollzugsgesetz auf Bundesebene, wohl aber auf Kantonsebene. Die Kantone koordinieren und standardisieren den Vollzug durch Strafvollzugskonkordate. Auch die Gefängnisse unterstehen ihrer Hoheit.

## Liechtenstein
Der Liechtensteinsche Strafvollzug ist im Strafvollzugsgesetz (StVG, LGBl. 1983 Nr. 53) und der Verordnung zum Strafvollzugsgesetz (LGBl. 1985 Nr. 38) geregelt. Zentral ist auch der Vertrag zwischen dem Fürstentum Liechtenstein und der Republik Österreich über die Unterbringung von Häftlingen (LGBl. 1983 Nr. 39), aufgrund dessen seither Strafgefangene, welche zu mehrjährigen Freiheitsstrafen verurteilt wurden, ihre Strafhaft ganz oder teilweise in österreichischen Justizvollzugsanstalten verbüßen.

## Norwegen
In Norwegen behalten Strafgefangene alle Rechte außer der Freizügigkeit. In einem mehrstufigen System ist es den Gefangene möglich, schrittweise in einen offeneren Vollzug zu wechseln. Ein Focus wird auf eine menschenwürdige Behandlung und eine weitestgehende Normalität gelegt, beispielsweise die eigene Verantwortung für die Wäsche und den Haushalt betreffend. Wer gute Führung vorweist und nicht als Sicherheitsrisiko gilt, darf in den liberalen offenen Vollzug wechseln, bis hin zum gemeinschaftlichen Wohnen in sogenannten Halfway-Houses als letztem Schritt vor der Rückkehr in die Freiheit.
Ein Beispiel für einen sehr liberalen und offenen Strafvollzug ist die auf der Insel Bastøy gelegene Haftanstalt Bastøy. Die Häftlinge dürfen sich frei auf der Insel bewegen; Freigänger können tagsüber auch auf dem Festland arbeiten.
Der Strafvollzug wurde in Norwegen in den 1990er-Jahren in Rahmen einer Justizreform umgestellt. Das System zielt nicht auf Vergeltung und Abschreckung, sondern vor allem auf die soziale Wiedereingliederung. Die Rückfallquote ist vergleichsweise niedrig.

## USA
Anteilig an der Gesamtbevölkerung sind die USA die Demokratie mit der höchsten Anzahl von Inhaftierten; im März 2022 waren es insgesamt 1,9 Millionen, von denen ein vergleichsweise hoher Anteil noch auf das Gerichtsverfahren beziehungsweise die Verhandlung wartet. Zu den Besonderheiten in den USA gehört auch der überproportional hohe Anteil nicht-weißer Inhaftierter, der mittlerweile auch Gegenstand der öffentlichen Diskussion ist.